# 内藤政徧
内藤 政徧（ないとう まさゆき）は、江戸時代中期の大名。陸奥国湯長谷藩8代藩主。官位は従五位下・主殿頭。

## 略歴
安永2年（1773年）7月17日、6代藩主・内藤貞幹の四男として誕生。天明7年（1787年）に7代藩主だった兄・政広が早世したため、その養子として跡を継いだ。寛政2年（1790年）11月に徳川家斉に御目見し、12月に叙任されたが、寛政11年（1799年）10月7日に27歳で死去した。実子は早世していたため、養子・政環が跡を継いだ。

## 系譜
父母
- 内藤貞幹（実父）
- 土方雄端の娘（実母）
- 内藤政広（養父）

正室
- 松平頼謙の娘

子女
- 内藤銀一郎

養子
- 内藤政環 ー 水野忠鼎の十男